# María Delgado Álvarez
Maria Delgado Álvarez (Osca, 2006) és una estudiant i investigadora aragonesa, que ha destacat, des de molt jove, per la seva motivació envers les ciències i les matemàtiques.
Delgado és membre investigadora de l'Acadèmia de Ciències de Nova York i ambaixadora espanyola de Technovation. Participa regularment en trobades internacionals d'estudiants amb talent matemàtic, com ara, el World Science Festival. A més, forma part del PhysicsBeyond Programme Scholar. Va participar al Massachusetts Institute of Technology (MIT) elaborant materials didàctics per el curs de Computació Quàntica ofert per Qubit By Qubit i IBM i va ser moderadora al Workshop de Women in Quantum.
Ha estat reconeguda amb títols com el de «Millor Alumna STEM de Secundària, 2021», atorgat per STEM Talent Girl de la Fundació Asti, o el de «Innovactora Junior, 2022», atorgat per Innovactoras.